# Пеория (Аризона)
Вижте пояснителната страница за други значения на Пеория.
Пеория (на английски: Peoria) е град в щата Аризона, Съединени американски щати, разположен предимно в окръг Марикопа, а част от града е в окръг Явапай. Пеория е с население от 194 917 жители(2021 г.). По-голямата част от града е разположена в окръг Марикопа. Пеория е голямо предградие на Финикс. Градът е разположен върху пустинен терен в долината на Солт Ривър.
Градът е кръстен на Пеория, Илинойс (думата peoria е изопачен вариант на „прериен огън“ на един от индианските диалекти), като понастоящем е надминал съименика си по брой жители.